# Carl von Voß
Carl (eigentlich Karl) Heinrich Friedrich von Voß (* 22. Mai 1778 in Braunsroda; † 20. März 1856 in Gera) war ein Offizier, anhalt-bernburgischer Kammerherr, Maler und Reiseschriftsteller.

## Herkunft
Carl war der Sohn des preußischen Generalmajors Karl von Voß und dessen Ehefrau Wilhelmine Constantina Friederike von Trebra, Tochter des herzoglich-sachen-weimarischen Kammerherrn Friedrich Wilhelm Heinrich von Trebra. Zur näheren Verwandtschaft gehörten der Oberst August von Voß (* 1803; † 1864), und dessen Sohn General Albert von Voß (* 1853; † 1934). Zu den direkten Nachfahren gehören auch der Generalleutnant Hans von Voß (* 1875; † 1966) und dessen Sohn, der Offizier und Widerstandskämpfer Hans-Alexander von Voss.

## Leben
Carl von Voß wurde in der Schule der reformierten Gemeinde in Königsberg von dem ersten Prediger Lefort unterrichtet. Nach der Pensionierung des Vaters zog die Familie mit elf Kindern nach Quedlinburg. 1807 heiratete er Caroline von Arnstedt. Aus der Ehe gingen vier Kinder hervor. Seine erste Frau starb 1818 mit nur 37 Jahren. 1819 heiratete er die Schwester seiner Frau, Julie von Arnstedt. Seine zweite Frau starb 1846. Beide Frauen waren Töchter der Sophie Charlotte von Arnstedt-Mardorf und des Carl Anton von Arnstedt-Großwerther.

## Militärkarriere
Mit 13 Jahren nahm man den Jungen als Fahnenjunker im Infanterieregiment Nr. 21 des Herzogs Karl Wilhelm Ferdinand auf. 1792 zog er in den Koalitionskrieg gegen das revolutionäre Frankreich. An der Grenze zu Frankreich verbrachte er eine Nacht in einem Unterstand zusammen mit dem Herzog Carl August von Sachsen Weimar und Johann Wolfgang von Goethe. Mit 14 Jahren erlebte Carl von Voss die Kanonade von Valmy.
1794 war er als Fahnenträger an den Schlachten bei Pirmasens und Kaiserslautern beteiligt. Im Winterquartier in Frankfurt am Main wurde er zum Offizier befördert. Nach dem Separatfrieden von Basel 1795 kehrte er mit dem Regiment nach Halberstadt zurück. Ab 1797 war Carl von Voß acht Jahre Feldvermesser beim Generalstab in Osnabrück. 1806 überstand der Offizier unverwundet die Schlacht bei Schlacht bei Jena und Auerstedt und marschierte mit dem Armeecorps des Fürsten von Hohenlohe nach Stettin. Dort geriet er in französische Gefangenschaft und ging nach der Entlassung nach Halberstadt. 
1807 stellte er sich als Kammerjunker in den Dienst des Herzogs von Anhalt-Bernburg in Ballenstedt. Während der Befreiungskriege gegen Napoleon übernahm er das Kommando der herzoglichen Landwehr.

## Am Bernburger Hof
1819 beförderte man Carl von Voß zum Kammerherrn und Gouverneur des offenbar geistig behinderten Erbprinzen Alexander Carl am Hof zu Bernburg. Mit dem Prinz unternahm er ab 1822 ausgedehnte Reisen, hielt sich in Dresden, Wien und München auf.

## Gutsherr
1825 fiel er einer höfischen Intrige zum Opfer und wurde mit einer Pension aus dem Dienst entlassen. Die Familie siedelte auf das Rittergut Rodameuschel über, das Carl von Voß bewirtschaftete. 1832 reiste er wieder, besucht Berlin, Pommern und Kolberg. 
Er starb am 20. März 1856 und wurde drei Tage später auf dem Rittergut Rodameuschel am Lindenberge beigesetzt.

## Kunst und Literatur
Bereits während der Militärzeit beschäftigte sich Carl von Voß mit romantischer Dichtung. Zu seinen Reisen verfasste er Texte in Briefform von hoher literarischer Qualität, die auch als zeitgenössische Dokumente gelten können. Er beschäftigte sich mit der Malerei. Es entstanden Ölbilder und Aquarelle mit einer romantischen Perspektive auf die Landschaften Italiens und die Schweiz. Mit Goethe in Dornburg sowie Caspar David Friedrich, Jean Paul und Carl Maria von Weber in Dresden traf er berühmte Zeitgenossen.  Gerhard von Kügelgen porträtierte seine Frau Caroline auf dem Sterbebett.

## Genealogie
- Hans Friedrich von Ehrenkrook, Carola von Ehrenkrook, Friedrich Wilhelm Euler, Walter von Hueck, u. a.: Genealogisches Handbuch des Adeligen Häuser. B (Briefadel). 1958. Band III, Band 17 der Gesamtreihe GHdA, Hrsg. Deutsches Adelsarchiv, C. A. Starke Verlag, Glücksburg (Ostsee) 1958, S. 524–529.